# Az-Zukhruf

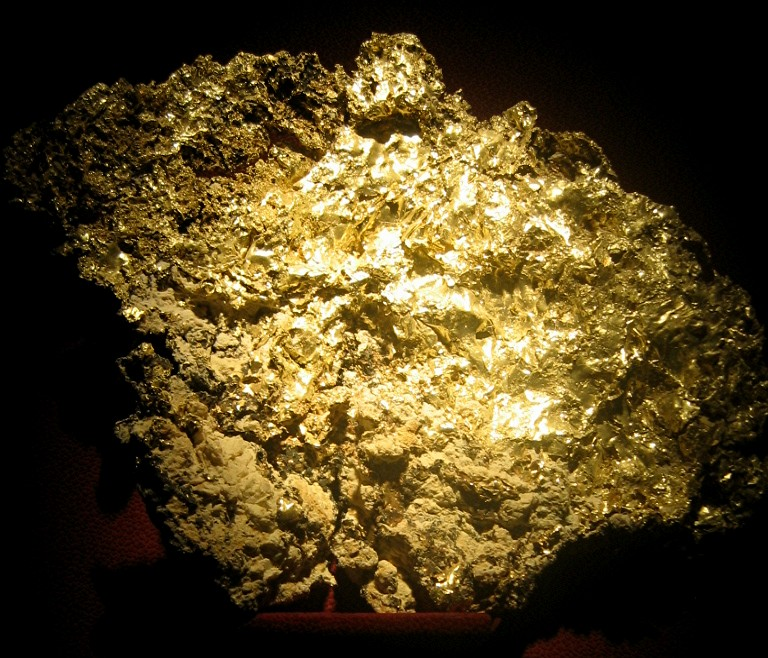
Guld

Az-Zukhruf (arabiska: سورة الزخرف) ("Guld") är den fyrtiotredje suran i Koranen med 89 verser (ayah). Den är från Mekka-perioden.